# Golden Hind
Galeon Golden Hind (Złota Łania) był okrętem flagowym Francisa Drake'a podczas jego podróży dookoła świata. Spośród pięciu okrętów biorących udział w wyprawie był największy i jako jedyny powrócił cało do Anglii. Wodowano go w roku 1576 w porcie w Plymouth.

## Podróż dookoła świata i zmiana nazwy
Pierwotnie okręt nazywał się "Pelican", nazwa została jednak zmieniona w trakcie wyprawy, w 1577 roku, kiedy Drake przygotował się do przepłynięcia przez cieśninę Magellana. Nowa nazwa została nadana okrętowi na cześć Sir Christophera Hattona, polityka angielskiego, lorda kanclerza Anglii, sponsora i wielkiego przyjaciela Drake'a, który w herbie miał właśnie złotą łanię.
Po powrocie z wyprawy, w kwietniu 1581 roku Drake został przez królową Elżbietę pasowany na rycerza. Uroczystość nie odbyła się jednak na dworze królewskim, ale właśnie na pokładzie jego okrętu zacumowanego w porcie Deptford (obecnie dzielnica Londynu), co było dodatkowym uznaniem jego zasług dla Korony Angielskiej. Tamże – jako pomnik wspaniałych czynów żeglarza – "Złota Łania" pozostała przez następnych 80 lat i dopiero za panowania króla Karola II zbutwiały kadłub galeonu rozpadł się. Nim do tego doszło, na rozkaz władcy uratowano część oryginalnego dębowego poszycia okrętu i w 1662 roku wykonano z niego pamiątkowe fotele dla jednej z bibliotek uniwersyteckich w Oxfordzie (Bodleian Library).

## Dane szczegółowe
- Maszty: 3
- Kadłub: drewniany
- Wymiary kadłuba (przybliżone):
  - Długość: 70 stóp (21,3 m)
  - Szerokość: 19 stóp (5,8 m)
  - Zanurzenie: 9 stóp (2,7 m)
- Załoga: 80-85 osób
- Uzbrojenie: 18 armat
- Ładowność: około 150 ton

## Współczesne repliki
W roku 1973 wodowano pierwszą współczesną replikę statku. Przebyła ona ponad 250 000 km (140 000 mil morskich) i, podobnie jak oryginał, odbyła podróż dookoła świata oraz została wykorzystana w trzech filmach: Załoga kapitana Lyncha  (1976), Szogun (1979) i Drake's Venture (1980). Od lat 90. okręt stoi przy nabrzeżu St Mary Overie w Southwark w Londynie (51°30′25″N 0°05′25″W/51,506944 -0,090278). Został przekształcony w muzeum historii żeglarstwa ery elżbietańskiej.
Druga replika stoi osiadła przy nabrzeżu w porcie morskim Brixham w Devon od  roku 1963 (50°23′48″N 3°30′46″W/50,396667 -3,512778).

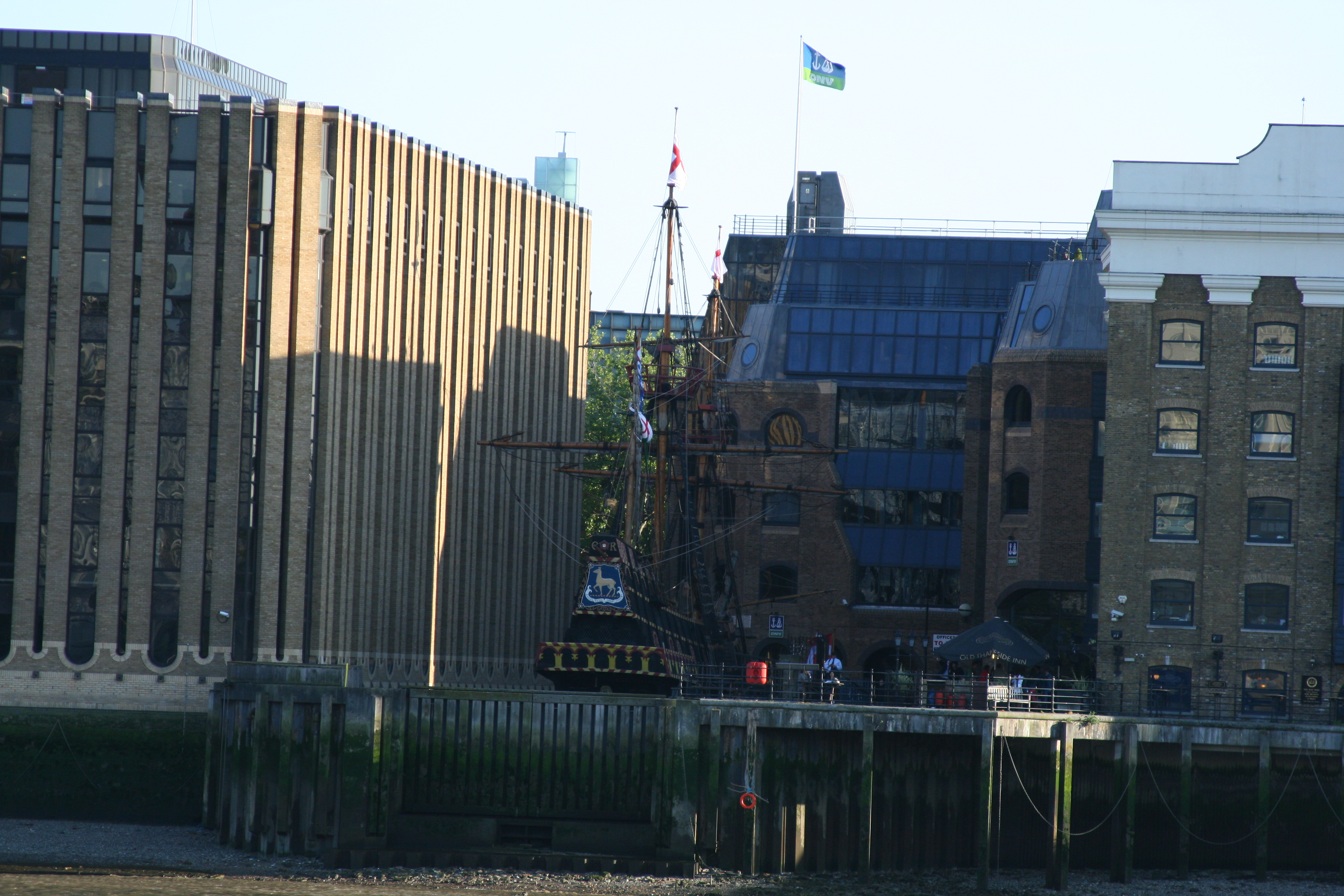
Replika w Londynie
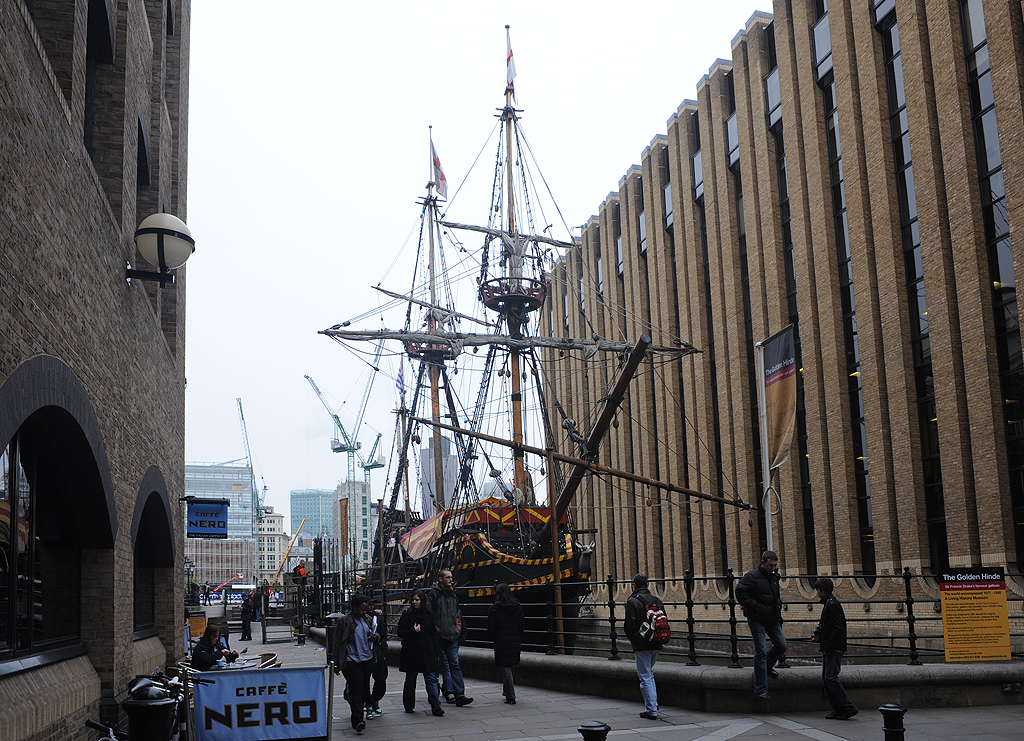
Londyńska Golden Hinde
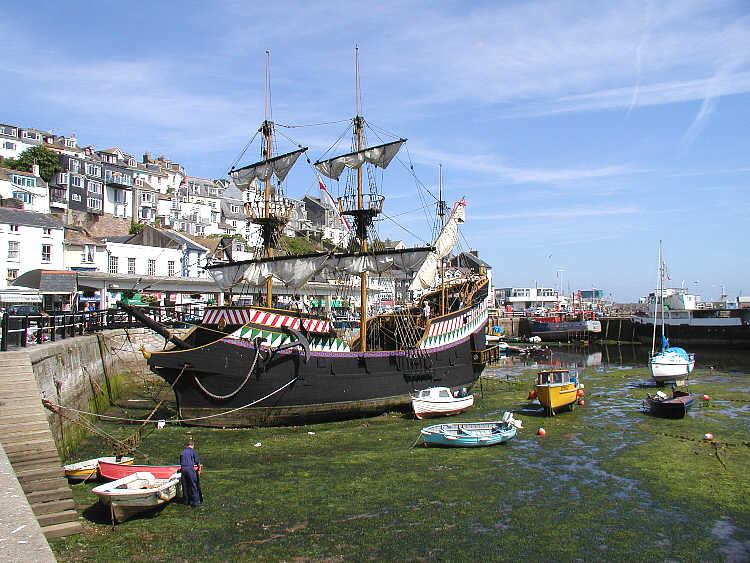
Replika w Brixham
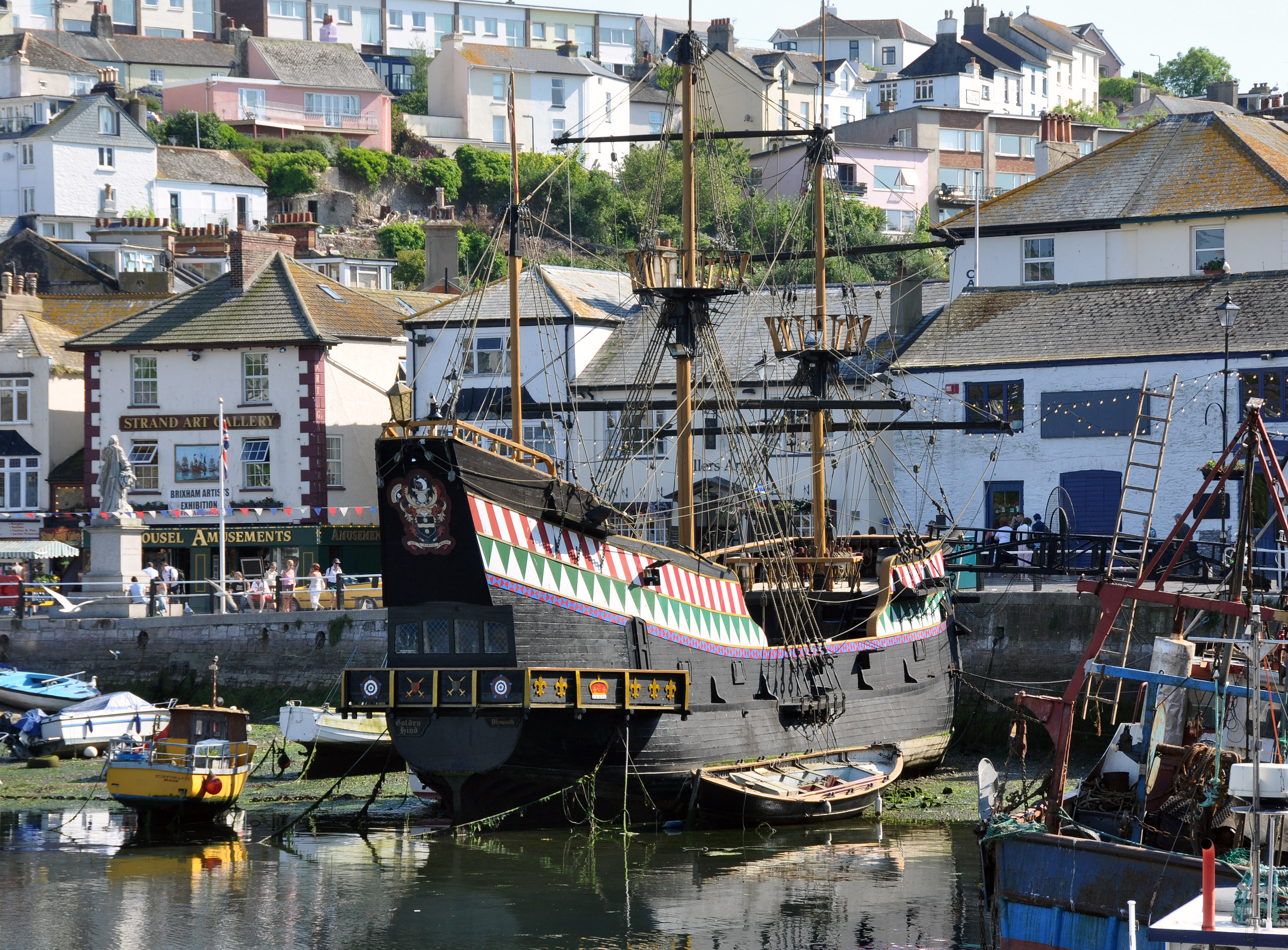
Brixham